# Monarch!
Monarch!, insbesondere in Europa auch Monarch geschrieben, ist eine französische Metal-Band, die meist den Subgenres Drone Doom bzw. Sludge zugeordnet wird. Die Band wurde 2002 gegründet und hat seither sechs Alben veröffentlicht.

## Geschichte
Monarch wurden 2002 als „Turbojugend Bayonne“ in Bayonne im französischen Teil des Baskenlandes gegründet. Ursprünglich waren sie nur eine Projektband, mit dem Ziel, eine einzige Platte aufzunehmen, die Aufnahmen der entsprechenden Session 2003 verwarfen sie aber als „nicht langsam genug“ und arbeiteten weiter zusammen. Eine erste Tour durch Europa war weitestgehend erfolglos. 2005 veröffentlichte die Band dann ihr tatsächliches Debüt, eine Doppel-CD mit drei Stücken. Gitarrist Kaïdine ist seit 2007 zusätzlich auch als Gitarrist bei Year of No Light aktiv.
In den folgenden Jahren hat die Band fast jährlich neue Alben veröffentlicht, dazu kamen neben mehreren EPs auch Split-Veröffentlichungen mit Moss, den Grey Daturas und Elysiüm. Die Band veröffentlicht bei mehreren Labels, hauptsächlich Throne Records und Heathen Skulls. Regelmäßig tourt sie international, so zum Beispiel in Australien Anfang 2010 gemeinsam mit Wolves in the Throne Room. Zur Jahreswende 2010/2011 tourten sie in Nordamerika, Japan und Australien.
Nach einigen Besetzungswechseln und Umzügen der Mitglieder ist die Band 2011 weltweit verteilt – nur Kaïdine lebt noch in Frankreich, MacManus hingegen in Melbourne, Rob Shaffer in Florida und Bresson und Bidegain leben in Montreal.
Der eigentliche Bandname ist „Monarch“, da in den USA jedoch eine Band gleichen Namens aktiv ist, führen sie dort den Namen „Monarch!“. Ungewöhnlich für eine Metal-Band ist die Covergestaltung der Veröffentlichungen, die Motive wie brennende Kirchen oder umgekehrte Kreuze in einem Sanrio-artigen Comic-Stil darstellt.

## Musik

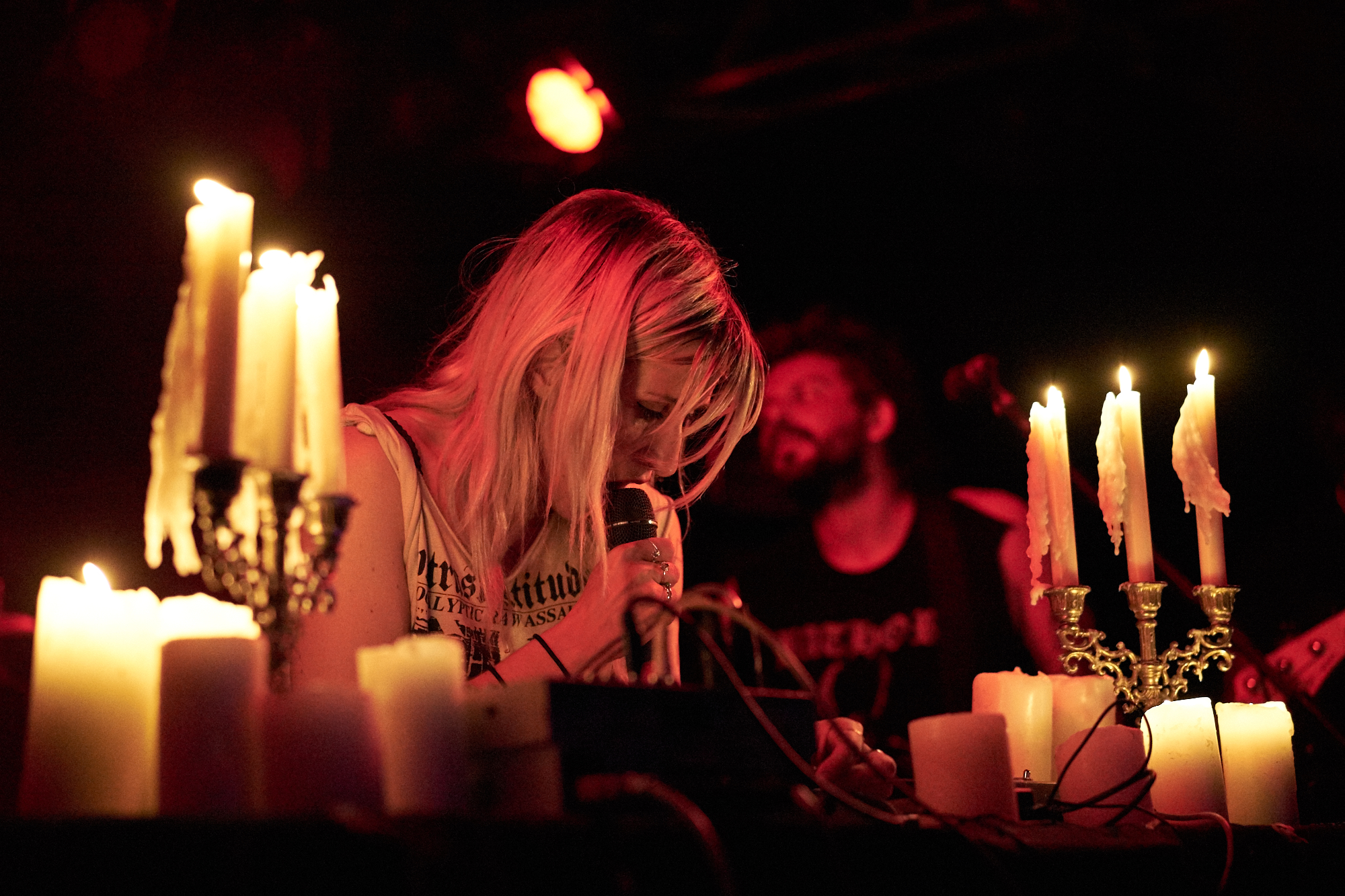
Emilie Bresson, Berlin 2016

### Einflüsse
Auf ihrer Website gibt die Band als Einflüsse Noothgrush, Corrupted, Burning Witch und The Melvins an. Mit der Bemerkung „but mainly Black Sabbath“ unterstreicht sie aber vor allem deren Bedeutung. Ein Album von 2010 unterstreicht diese Bedeutung durch seinen Titel, „Sabbat Noir“. Eduardo Rivadavia von Allmusic sieht die Band in der Nähe von Bands wie Khanate und Rigor Sardonicus, betont aber, dass sie meist kreischender sei als diese. Die englische Zeitschrift „Rock-A-Rolla“ sieht sie klar verwurzelt in modernem Doom Metal. Wiederholt hat die Band darüber hinaus auf Singles Punk-Bands wie Discharge, Disclose oder Turbonegro gecovert.

### Konzept
Bereits bei ihrer Gründung unterlag die Band dem bis heute verfolgten Konzept, Gitarrist Kaïdine beschrieb es mit den Worten:

“The main idea was to play slow and loud as fuck. We were all playing in fast bands so we wanted to play something very different, something new and challenging for us.”

„In der Hauptsache ging es darum so langsam und laut zu spielen wie nur möglich. Wir spielten alle in schnellen Bands, darum wollten wir etwas für uns sehr Anderes, sehr Neues und sehr Herausforderndes spielen.“

Die Monarch-Stücke sind recht lang, meist um die 20 Minuten. Besonders sticht hier das 2006 veröffentlichte Stück Amplifire Death March heraus, das als Teil eines Splits erschien, mit 58:27 Minuten aber fast die gesamte CD füllt. Die Länge der Stücke führt auch zur hohen Veröffentlichungsfrequenz der Band, die seit 2005 fast jährlich ein Album und zusätzlich sechs EPs und Splits veröffentlicht hat.

### Songwriting

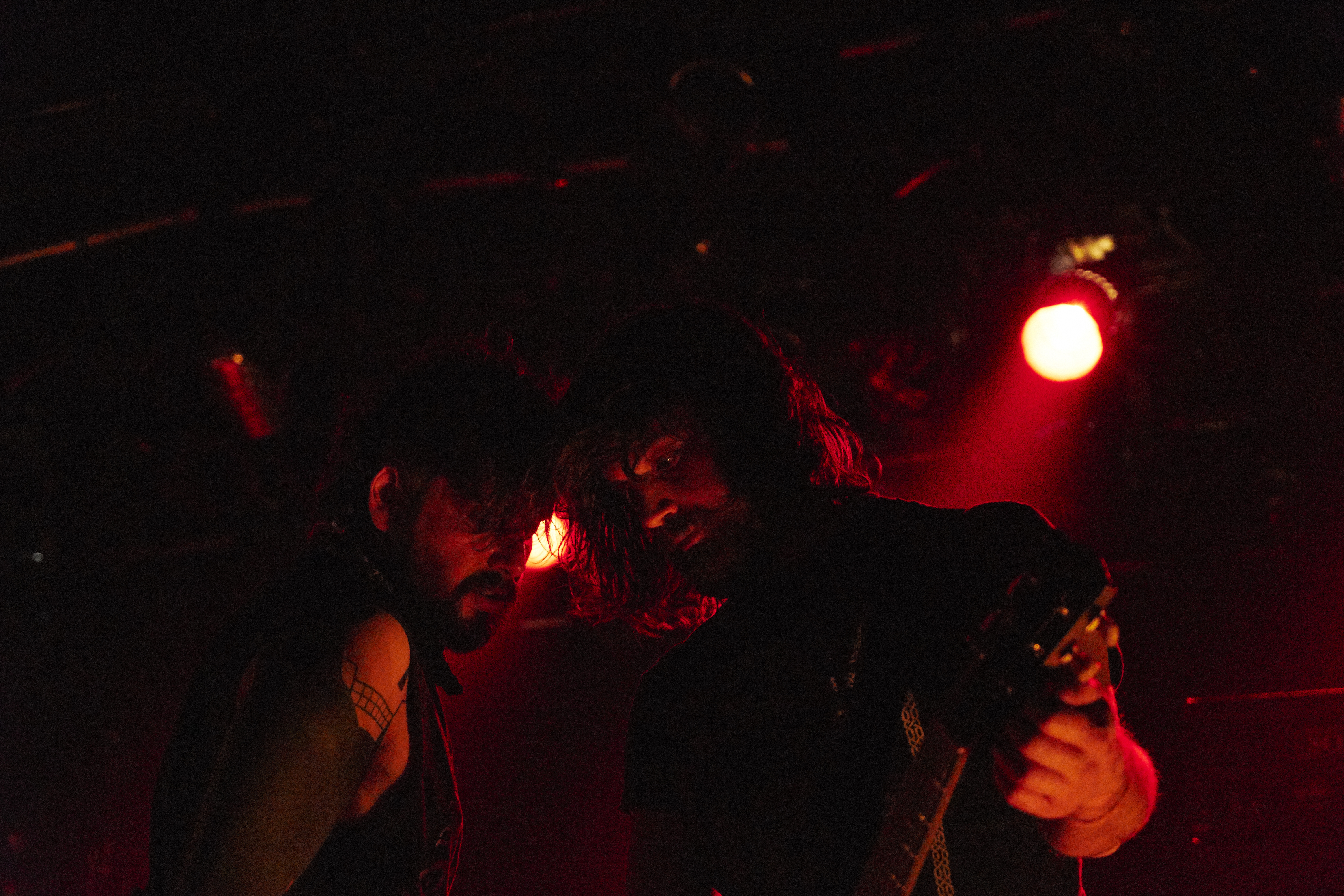
Robert MacManus & MicHell Bidegain, Berlin 2015

Aufgenommen werden die Stücke meist live. Ihre Entstehung beschrieb Kaïdine als „einen seltsamen Prozess einschließlich einiger Abstraktion“: Die Band treffe sich und ihre Mitglieder brächten Riffs sowie Vorstellungen von Songstrukturen mit, die dann so weit verlangsamt würden, bis sie die notwendige Schwere gewännen. Sobald dies erledigt sei, ginge es nur noch darum, die Riffs so weit zu zerlegen, bis daraus Themen und Muster würden, mit denen solang gearbeitet würde, „bis wir den richtigen Weg nach Walhalla finden.“
Streng systematisch ist das Songwriting aber nicht, es wird stets Raum für zufällige Elemente und Improvisation gelassen, dabei stehen die Verstärker so weit im Vordergrund, dass der Bassist MicHell eine „physische Dimension des Songwritings“ reklamiert:

“The raw material we work with emanates directly from our amps, […] [We are] seeing how the amps will respond differently according to how we position ourselves in front of them to achieve, for example, a more droning effect, or harsher feedback… So we can’t really write a song unless we’re in front of stacks of loud amps.”

„Das Material, mit dem wir arbeiten, kommt direkt aus unseren Verstärkern, […] [Wir] schauen wie die Verstärker reagieren, je nachdem wo wir uns vor ihnen positionieren, kann dies zu drone-artigen Effekten oder einem kreischenderen Feedback führen … Wir können also eigentlich keine Lieder schreiben, ohne vor einer Front lauter Verstärker zu stehen.“

In ihrer Instrumentierung ist die Band entsprechend recht minimalistisch. Die Instrumentalisten arbeiten vor allem mit zahlreichen Verstärkern der Firmen Sovtek, Acoustic, Orange, Hiwatt, Sunn und Marshall sowie Fuzzboxen, die Sängerin mit Delay- und Reverb-Pedalen.

## Rezeption

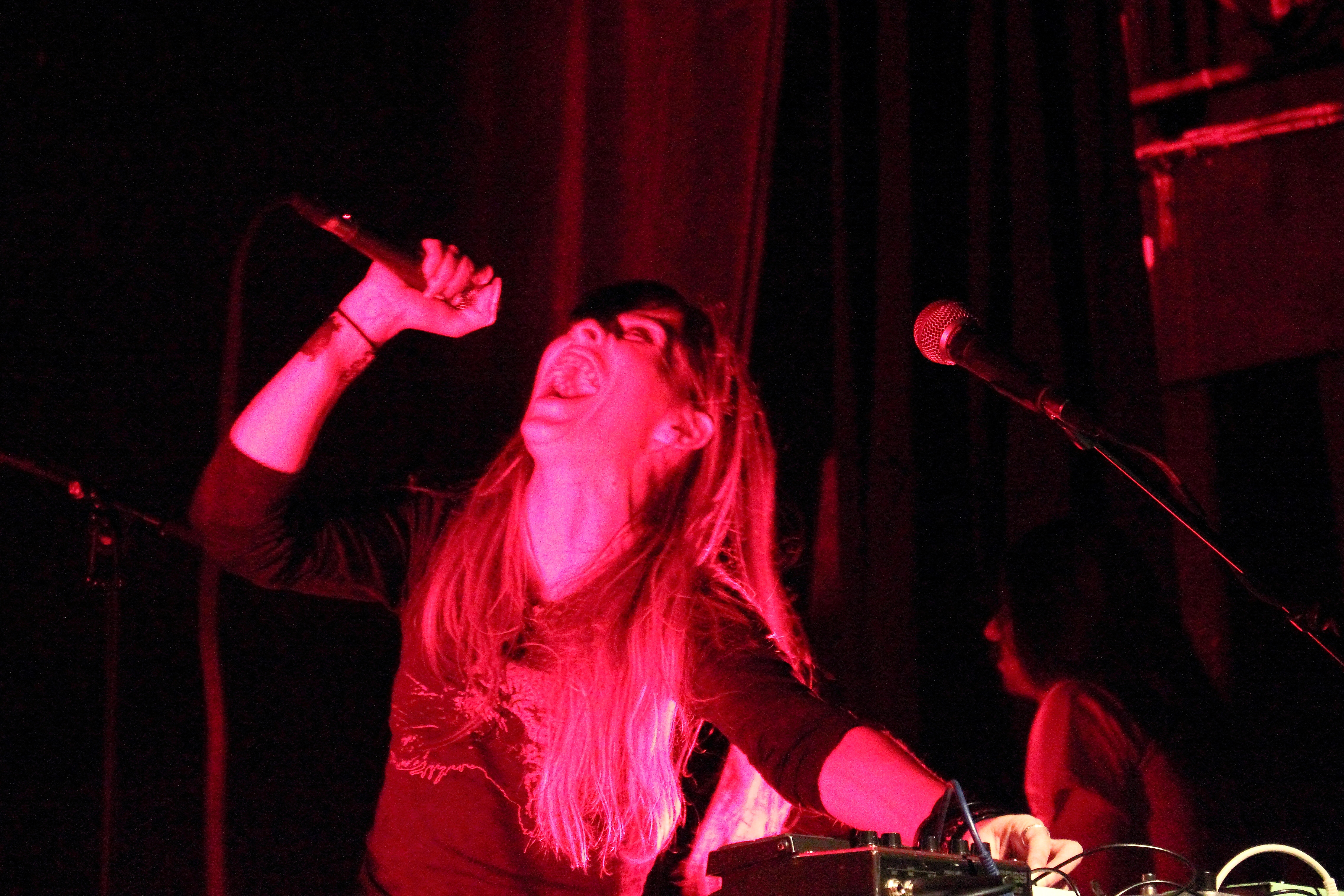
Emilie Bresson, 2013

Zur Wiederveröffentlichung von Mer Morte schrieb Lords Of Metal über die Band, sie sei ein „tiefschwarz minimalistisches, langsames, gigantisches Doom-Monster“. Maelstrom nannte Monarch 2007 in einer Rezension von „Dead Men Tell No Tales“ „kommende Doom-Titanen“, betont aber auch, dass das Album angesichts der Stücklängen für jeden Doom-Metal-Fan eine Herausforderung sein dürfte, es sei jedoch wert, sich dieser zu stellen, denn es enthalte fantastische Musik.
In einer Rezension desselben Albums konstatierte Heathen Harvest, dass das Album zwar nicht schlecht sei, aber Monarch letztlich nur Kopisten von Pionieren wie Boris, Pelican, Isis und Khanate seien. Noch weiter ging metal.de, wo der Rezensent 2007 das Album „Speak Of The Sea“ mit den Worten verwarf, es handle sich um „sinnfreie Drone-Tracks, deren grundsätzliche Idee fast schon zu eindeutig und demnach frech bei Khanate geklaut“ worden sei und resümierte ein „belangloses Rumgebrumme ohne Konzept“.
Vampster hingegen zeigte sich 2010 anlässlich des Albums „Sabbat Noir“ beeindruckt vom „unbeirrbaren Weg in Richtung Zersetzung jeglicher Musik ins Geräusch“ und merkt an, „weder Switchblade noch Black Shape of Nexus, Corrupted, Black Boned Angel, Nadja oder Moss liefern heftigere Antimusik ab als Monarch.“ Neben dem Extrem sieht der Rezensent in Monarch aber auch etwas Neuartiges: „Es ist das, was aus Sludge wird, wenn man weiter geht, sogar weg vom Drone-Doom, hin zu etwas anderem. […] Fakt ist, dass Drone und Doom nicht viel extremer werden können, ohne dabei zu einem reinen Geräusch zu werden. Monarch zollen Black Sabbath also insofern Tribut, dass sie auch mit viel Mut und einer nicht zu unterschätzenden Portion Wahnsinn die Erde zum Beben bringen und etwas Neues versuchen […]“.
Ein Konzert in New York im November 2010 lobte Village Voice als „einen konzentrierten, intensiven Auftritt, dem auf schreckliche Weise die Katharsis fehlte, die das übliche Kennzeichen des Metal“ sei.

## Diskografie
- 2005: 666 (Album, Throne Records)
- 2006: Elysiüm / Monarch (Split, Throne Records)
- 2006: Speak of the Sea (Album, Throne Records)
- 2006: Swan Song (EP, Throne Records)
- 2007: Monarch/Moss (Spilt, Rise Above Records)
- 2007: Die Tonight (Album, Throne Records)
- 2007: Dead Men Tell No Tales (Album, Crucial Blast)
- 2007: Dawn of the Catalyst (Split. 20 Buck Spin)
- 2008: Mer Morte (Album, Throne Records)
- 2009: A Look at Tomorrow / Mass Destruction (EP, Heathen Skull)
- 2010: Sabbat Noir (Album, Heathen Skull/Zanjeer Zani Productions)
- 2011: Sortilège (EP, Heathen Skull)
- 2012: Omens (Album, At A Loss Recordings)
- 2014: Sabbracadaver (Album, Profound Lore Records)
- 2015: Cherry Bomb / Die Die My Darling (EP, Fvtvrecordings)
- 2017: Birushanah / Monarch (Split, Musicfearsatan)
- 2017: Never Forever (Album, Profound Lore)